# 5145 Pholus
5145 Pholus, chiamato in italiano anche Folo, è un asteroide centauro. Scoperto nel 1992 dall'astronomo statunitense David Lincoln Rabinowitz nell'ambito del progetto Spacewatch dell'Università dell'Arizona, presenta un'orbita caratterizzata da un semiasse maggiore pari a 20,3928408 au e da un'eccentricità di 0,5695319, inclinata di 24,62977° rispetto all'eclittica.
L'asteroide è dedicato a Folo, l'omonimo centauro della mitologia greca e fratello di Chirone che è l'eponimo dell'asteroide 2060 Chiron, il prototipo del gruppo asteroidale dei centauri.

## Parametri orbitali e dati fisici
Folo è un centauro caratterizzato da un'orbita decisamente eccentrica, con un perielio che rasenta l'orbita di Saturno ed un afelio che lo porta fino all'orbita di Nettuno; si ritiene che l'asteroide fosse in origine un oggetto della fascia di Edgeworth-Kuiper.
Folo mostra una caratteristica colorazione rossa, forse dovuta alla presenza di composti organici sulla sua superficie.
La composizione superficiale di Folo è stata stimata dal suo spettro di riflettanza usando due componenti spazialmente segregate: carbone amorfo e una mistura intima di ghiaccio d'acqua, metanolo ghiacciato, olivina e composti organici complessi che rientrano nella categoria delle toline. La componente di carbone nero è stata usata per riprodurre il basso valore di albedo dell'oggetto.
A differenza di Chirone l'oggetto non mostra segni di attività cometaria.